# Fünffache Rache
	Fünffache Rache (Originaltitel: La venganza de las Juanas) ist eine mexikanische Dramaserie, basierend auf der kolumbianischen Telenovela Las Juanas von Bernardo Romero Pereiro aus dem Jahr 1997. Die Serie wurde am 6. Oktober 2021 weltweit auf Netflix veröffentlicht.

## Handlung
Fünf ganz unterschiedliche Frauen, die sich noch nie zuvor begegnet sind, stellen fest, dass sie alle das gleiche Muttermal haben. Von diesem Moment an, gehen sie gemeinsam dem Rätsel um ihre Geburten nach und begeben sich auf die Suche nach dem Mann, der ihre Mütter betrogen hat. Sie möchten die Wahrheit über ihre Vergangenheit erfahren. Dabei stoßen sie auf ein Netz aus Lügen und Intrigen, welches von einem einflussreichen Politiker gesponnen wurde. Die fünf Schwestern begeben sich auf den Pfad der Rache. Werden sie die Antworten auf all ihre Fragen finden? Und was hält das Schicksal für die Schwestern bereit?

## Besetzung und Synchronisation
Die deutschsprachige Synchronisation entstand nach den Dialogbüchern von Katharina Schwarzmaier, Dr. Ruth B. Emde, Theo Plakoudakis und Gabi Voussem sowie unter der Dialogregie von Katharina Schwarzmaier, Gabrielle Pietermann und Marcel Collé durch die Synchronfirma Interopa Film in Berlin.
| Rolle                 | Schauspieler             | Synchronsprecher       |
| --------------------- | ------------------------ | ---------------------- |
| Juana Valentina       | Renata Notni             | Katharina Schwarzmaier |
| Juana Caridad         | Oka Giner                | Gabrielle Pietermann   |
| Juana Bautista        | Sofía Engberg            | Esra Vural             |
| Juana Matilde         | Juanita Arias            | Lina Rabea Mohr        |
| Juana Manuela         | Zuria Vega               | Anne Düe               |
| Simón Marroquín       | Carlos Ponce             | Oliver Siebeck         |
| Lorenzo               | Jorge Antonio Guerrero   | Nico Mamone            |
| Lucy                  | Sofía Díaz               | Lea Kalbhenn           |
| Suárez                | Christian Tappán         | Michael Iwannek        |
| Teresa                | Ana Sofía Sánchez        | Jessica Walther-Gabory |
| Federico Marroquín    | Iván Amozurrutia         | Nicolás Artajo         |
| Susana                | Verónica Merchant        | Silke Matthias         |
| Carmela               | Carmen Madrid            | Dorette Hugo           |
| Víctor                | Mauricio Isaac           | Otto Strecker          |
| Pocho                 | Federico Espejo          | Jeremias Koschorz      |
| Catalina de Marroquín | Ludyvina Velarde         | Uschi Hugo             |
| Beatriz „Bea“         | Olinka Velázquez         | Alice Bauer            |
| Tomás                 | Carlos Athié             | Henning Nöhren         |
| Daniel                | Ricky del Real           | Roland Wolf            |
| Camilo                | Pablo Astiazarán         | Fabian Oscar Wien      |
| Alice                 | Amaya Blas               | Marie-Isabel Walke     |
| Hugo                  | Julio César Álvarez      | Armin Schlagwein       |
| Rogelio Marroquín     | Fernando Becerril        | Reinhard Scheunemann   |
| Claudio               | Harding Junior           | Florian Clyde          |
| Graciela              | Norma Reyna              | Sabine Walkenbach      |
| Benny                 | Edgar Iván Delgado       | Jan Andreesen          |
| Ignácio               | Francisco Denis          | Björn Bonn             |
| Isabel                | Paulette Hernández       | Johanna Dost           |
| Dr. Zapata            | Juan Carlos Colombo      | Mathias Kunze          |
| Dr. Salgado           | Mónica Jiménez           | Ilka Teichmüller       |
| Mutter Oberin         | Julieta Ortiz Elizondo   | Sabina Trooger         |
| Oberschwester Inés    | Paloma Andulce           | Ulrike Röseberg        |
| Miguel Andrade        | Pedro de Tavira          | Matthias Deutelmoser   |
| Jordi Valencia        | Guillermo Zulueta        | Jonas Lauenstein       |
| Gregorio              | Daniel Gama              | Sascha Werginz         |
| Salvador              | Tomas Goros              | Matthias Klages        |
| Yolanda               | Malí Montiel             | Marina Erdmann         |
| Nina                  | Florencia Ríos           | Dina Kürten            |
| Julia                 | Luisa Muriel             | Judith Steinhäuser     |
| Héctor Fuentes        | Mikael Lacko             | Sven Gerhardt          |
| Nicté                 | Dalia Xiuhcoatl          | Franziska Endres       |
| Ana Valencia          | Getsemani Vela           | Ronja Peters           |
| Ángel Acuario         | Elías Toscano            | Marios Gavrilis        |
| Antonio Lozano        | Damián Vega              | Marco Wittorf          |
| Señora Cortés         | Andrea Ornelas           | Dina Kürten            |
| Polizistin            | Luz Vallmen              | Elisa Bannat           |
| Produzent             | Rulo Carvalho            | Timo Weisschnur        |
| Nachrichtensprecherin | Paulina Burrola Morales  | Jana Kozewa            |
| Wachmann #1           | Fernando Manzano Salazar | Nils Nelleßen          |

## Episodenliste
| Nr.                                                                         | Deutscher Titel         | Originaltitel               |
| --------------------------------------------------------------------------- | ----------------------- | --------------------------- |
| 1                                                                           | Nachbeben               | Réplicas                    |
| 2                                                                           | 98 %                    | 98 %                        |
| 3                                                                           | Geheimnisse sterben nie | Los secretos no mueren      |
| 4                                                                           | Plan B                  | Plan B                      |
| 5                                                                           | 30 Tage                 | Treinta días                |
| 6                                                                           | Federico                | Federico                    |
| 7                                                                           | Alpträume               | Pesadillas                  |
| 8                                                                           | Der perfekte Mann       | Un tipo perfecto            |
| 9                                                                           | Noch eine Tochter       | Otra hija                   |
| 10                                                                          | Zu spät                 | Demasiado tarde             |
| 11                                                                          | Das Geschenk            | El regalo                   |
| 12                                                                          | Nur Geschwister         | Hermanos y nada más que eso |
| 13                                                                          | Feinheiten              | Sutilezas                   |
| 14                                                                          | Ein gefährlicher Mann   | Un tipo peligroso           |
| 15                                                                          | Zu spät                 | Demasiado tarde             |
| 16                                                                          | Das Paket               | El paquete                  |
| 17                                                                          | Das Feuer               | La fogata                   |
| 18                                                                          | Die Juanas              | Las Juanas                  |
| Am 6. Oktober 2021 wurden alle Folgen der Serie bei Netflix veröffentlicht. |                         |                             |